# Linfoma difuso de células B grandes
El linfoma difuso de células B grandes, también conocido por las siglas DLBCL o DLBL es un cáncer de las células B, un tipo de glóbulo blanco responsable de la producción de anticuerpos. Es el tipo más común de linfoma no Hodgkin en adultos, con una incidencia anual de 7-8 casos por cada 100 000 personas por año. Este cáncer se presenta principalmente en personas mayores, con una edad media de diagnóstico de aproximadamente 70 años de edad, aunque también puede ocurrir en niños y adultos jóvenes con menos frecuencia. DLBCL es un tumor agresivo que puede surgir en casi cualquier parte del cuerpo, y la primera señal de esta enfermedad es por lo general la observación de una masa que crece rápidamente, a veces asociada con fiebre, pérdida de peso y profusa sudoración nocturna.
Las causas del linfoma difuso de células B no son bien entendidas. Por lo general, el DLBCL surge de las células B normales, pero también puede representar una transformación maligna de otros tipos de linfoma o leucemia. Una inmunodeficiencia subyacente constituye un factor de riesgo significativo. La infección con el virus de Epstein-Barr también se ha encontrado que contribuye con el desarrollo de algunos casos de DLBCL.
El diagnóstico de DLBCL se hace mediante la eliminación de una porción del tumor a través de una biopsia, y el posterior examen de este tejido usando un microscopio. Por lo general, un hematopatólogo experimentado hace este diagnóstico. Varios subtipos de DLBCL han sido identificados, cada uno con una presentación clínica y un pronóstico diferente. Sin embargo, el tratamiento habitual para cada uno de estos es la quimioterapia, a menudo en combinación con un anticuerpo dirigido a las células tumorales. A través de estos tratamientos, más de la mitad de los pacientes con DLBCL se pueden curar, y la supervivencia global para los pacientes a los cinco años es de alrededor de 58 %.

## Clasificación
El linfoma difuso de células B abarca un conjunto biológica y clínicamente diverso de enfermedades, muchos de los cuales no pueden ser separados uno de otro por criterios bien definidos y ampliamente aceptados. El sistema de clasificación de la Organización Mundial de la Salud (OMS) define más de una docena de subtipos, cada uno de los cuales pueden ser diferenciados sobre la base de la localización del tumor, la presencia de otras células dentro del tumor (tales como células T), y si el paciente tiene algunas otras enfermedades relacionadas con DLBCL. Uno de estos grupos bien definidos de particular interés es el, que surge en el timo o en los nódulos linfáticos mediastínicos.
En algunos casos, el tumor puede compartir características con ambos, el DLBCL y el linfoma de Burkitt. En esas situaciones, el tumor se clasifica simplemente como "linfoma de células B, inclasificable, con características intermedias entre el linfoma difuso de células B y de linfoma de Burkitt" . Una situación similar puede surgir entre DLBCL y el linfoma de Hodgkin, y en ese caso el diagnóstico será de "linfoma de células B, inclasificable, con características intermedias entre el linfoma difuso de células B y el linfoma de Hodgkin".
Cuando un caso de DLBCL no se ajusta a ninguno de los subtipos bien definidos, y además no se considera inclasificable, se clasifica como "linfoma difuso de células B, sin otra especificación" (En inglés: DLBCL-NOS). La mayoría de los casos de DLBCL entran en esta categoría. Muchas investigaciones se han dedicado a la separación de este grupo todavía heterogéneo; tales distinciones se hacen generalmente utilizando la morfología celular, la expresión génica y las tinciones inmunohistoquímicas.

### Morfología
Morfológicamente se pueden reconocer tres variantes principales: la variante centroblástica, la inmunoblástica y la anaplásica. La mayoría de los casos de DLBCL son centroblásticos, que tiene la apariencia de linfocitos medianos y de gran tamaño con escaso citoplasma. Tienen además núcleos ovales o redondos que contienen cromatina fina, y se divisan entre dos y cuatro nucléolos dentro de cada núcleo. A veces el tumor puede ser monomórfico, compuesto casi en su totalidad de centroblastos. Sin embargo, la mayoría de los casos son polimórficos, con una mezcla de células centroblásticas e inmunoblásticas.
Los inmunoblastos tienen un citoplasma basófilo significativo y un nucléolo central. Un tumor puede ser clasificado como inmunoblástico si más del 90% de sus células son immunoblastos. Esta distinción puede ser problemática, sin embargo, debido a que incluso entre los hematopatólogos no existe un consenso claro para la distinción de los centroblastos y los inmunoblastos, lo que disminuye la fiabilidad del diagnóstico.
La tercera variante morfológica, la anaplásica, está compuesta por células tumorales que aparecen de manera muy diferente de sus contrapartes normales de células B. Las células son generalmente muy grandes con un núcleo pleomórfico redondo, ovalado o poligonal, y pueden parecerse a células de Hodgkin o a las células de Reed-Sternberg.

### Expresión génica y microARN
Se ha intentado distinguir grupos heterogéneos de DLBCL mediante el uso de estudios de perfiles de expresión génica. Estos estudios examinan miles de genes simultáneamente utilizando un microarray de ADN, en busca de patrones que pueden ayudar a agrupapar los casos de DLBCL. Muchos estudios sugieren que los casos de DLBCL-NOS pueden ser separados en dos grupos sobre la base de sus perfiles de expresión génica; estos grupos se conocen como linfoma de células B semejantes a las del centro germinal (GCB) y linfoma de células semejantes a la célula B activada (ABC). Las células tumorales del subtipo GCB se asemejan a las células B normales en el centro germinal, y generalmente se asocian con una pronóstico favorable. Los linfomas ABC se asocian con un peor pronóstico y su nombre deriva de los estudios que muestran la activación continua de ciertas vías normalmente activadas cuando las células B interaccionan con un antígeno. La ruta de NF-κB, que normalmente está implicada en la transformación de las células B en células plasmáticas productoras de anticuerpos, es un importante ejemplo de esas vías de señalización.
Otro hallazgo notable de los estudios de expresión génica es la importancia de las células y estructuras microscópicas halladas entre las células B malignas dentro del tumor DLBCL, un área conocida comúnmente como el microambiente tumoral. La presencia de firmas de expresión de genes comúnmente asociados con los macrófagos, células T y remodelación de la matriz extracelular parece estar asociada con un mejor pronóstico y mejor supervivencia. Alternativamente, la expresión de genes que codifican para factores pro-angiogénicos se correlaciona con una peor supervivencia.
Recientemente, ha sido descrita la importancia de ARN cortos no codificantes, denominados microARN (miARN), en la biología del linfoma. En células B malignas, el miARN participa en rutas de señalización fundamentales para estas células, como la señalización mediada por receptores de células B (BCR), interacciones célula-célula en los nichos inmunológicos, y la producción y cambio de clase de inmunoglobulinas. Los miARN intervienen en la maduración de células B, generación de las zonas marginal y folicular, desarrollo del subtipo de células B1, células plasmáticas y células B de memoria.

### Inmunohistoquímica
Con el éxito aparente de los perfiles de expresión génica en la separación de casos biológicamente distintos de DLBCL-NOS, algunos investigadores examinaron si una distinción similar podría hacerse mediante tinción inmunohistoquímica (IHC), un método ampliamente utilizado para la caracterización de las muestras de tejido. Esta técnica utiliza tinciones basadas en anticuerpos altamente específicos para detectar las proteínas en un portaobjetos de microscopio, y dado que los microarrays no están ampliamente disponibles para el uso clínico de rutina, la IHC es una alternativa atractiva. Muchos de estos estudios se centraron en la marcación contra los productos de genes pronósticos, que habían sido implicados en la patogénesis del DLBCL en estudios de expresión génica. Ejemplos de tales genes incluyen BCL2, BCL6, MUM1, LMO2, MYC, y p21. De esta investigación surgieron varios algoritmos para separar los casos de DLBCL, y para categorizar a las muestras de tejido en grupos como GCB y no GCB.

## Síntomas
El síntoma más típico en el momento del diagnóstico es una masa que se está expandiendo rápidamente y situada en alguna parte del cuerpo con múltiples nódulos linfáticos.

## Tratamiento
El tratamiento estándar es CHOP-R, también conocido como R-CHOP, con la adición de rituximab (Rituxan), que ha aumentado las tasas de respuestas completas en pacientes con DLBCL, en especial en pacientes ancianos. R-CHOP es una combinación de un anticuerpo monoclonal, fármacos de quimioterapia y un esteroide: rituximab (Rituxan), ciclofosfamida (Cytoxan), doxorrubicina (hidroxidaunorrubicina, vincristina (Oncovin), y prednisona. La quimioterapia se administra por vía intravenosa y es más eficaz cuando se administra múltiples veces durante un período de varios meses (por ejemplo, cada 3 semanas, durante 6 a 8 ciclos).
La radiación es otro tratamiento común y es más eficaz si se hace antes de la quimioterapia, o como último tratamiento después de que la quimioterapia se haya completado.

## Pronóstico
El subtipo del centro germinal (GCB) tiene el mejor pronóstico, con una sobrevida del 66,6% de los pacientes tratados a los cinco años. 
Para los niños con DLBCL, los estudios muestran índices de supervivencia a 5 años que van desde el 70% a más del 90%.

## Investigación
Un segundo régimen que se encuentra en evaluación es el R-EPOCH (rituximab con etopósido-prednisona-vincristina-doxorrubicina-ciclofosfamida), que demostró una sobrevida libre de progresión a 5 años del 79% en un ensayo de fase II. Un ensayo de fase III, CALGB 50303, está comparando R-EPOCH con R-CHOP en pacientes con diagnóstico reciente de DLBCL.
Un área de investigación activa es en la separación de los pacientes en grupos en función de su pronóstico y la probabilidad que existe de beneficiarse de diferentes drogas. Métodos como el perfil de expresión de genes y la ultra secuenciación pueden resultar en tratamientos personalizados más eficaces.

## Estudios recientes

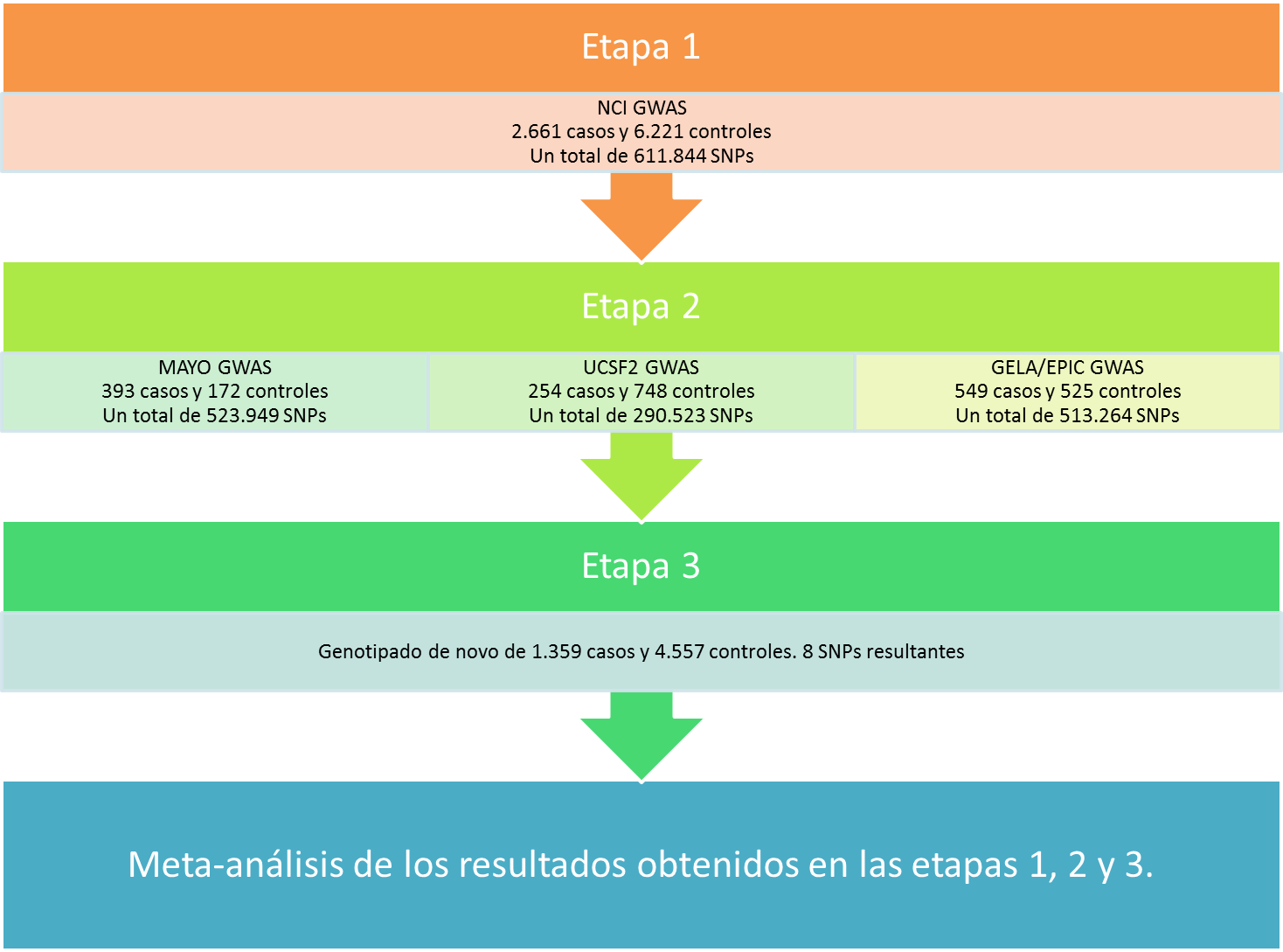
Representación esquemática de los pasos seguidos por James Cerhan y colaboradores, en el estudio de susceptibilidad al linfoma difuso de células B grande.

El estudio realizado por James Cerhan y colaboradores, trata de determinar la susceptibilidad genética que existe para este cáncer, mediante el metaanálisis de tres estudios de asociación del genoma completo (GWAS). Para ello, se analizaron un total de 3,857 casos y 7,666 controles. Este estudio se divide en tres etapas, que podemos diferenciar en dos fases:
- Fase de descubrimiento: Etapas 1 y 2.
- Fase de replicación: Etapa 3.

### Etapa 1
En esta primera etapa, para estudiar la susceptibilidad genética, se realizó un GWAS de DLBCL utilizando casos y controles de ascendencia europea de 22 estudios de linfomas no Hodking (NHL).
Para determinar el subtipo de NHL, se utilizó la clasificación jerárquica propuesta por la Organización Mundial de la Salud (OMS).
Se genotiparon todos los casos de DLBCL con suficiente ADN y un subconjunto de los controles, emparejados por edad y sexo, junto con 4% duplicados de control de calidad. 
Se seleccionaron de esta etapa 611,844 SNPs que superaron los criterios de calidad, observando valores de significación genómica, concordancia y otros valores estadísticos.

### Etapa 2
En esta etapa se incluyen los datos de tres GWAS anteriores independientes, dos de ellos no publicados hasta el momento (GELA/EPIC y Mayo) y uno ya publicado (USCF), con un total de 1,196 casos y 1,445 controles. 
El análisis se restringió a SNPs comunes en la base del Proyecto 1000 genomas versión 3, ya que los datos utilizados provenían de distintas plataformas. 
Se ajustaron los criterios de control de calidad para estos estudios, para analizar todos los casos bajo las mismas condiciones.
En el metaanálisis de todos los SNPs de las etapas 1 y 2 se identificaron 19 SNPs significativos, y 134 con un nivel de significancia sugerente; 123 de los totales situados en la región HLA del cromosoma 6.

### Etapa 3
En la última etapa se realizaron estudios de replicación y validación técnica. El genotipado de novo de 8 SNPs en los loci más significativos fuera de la región HLA y uno dentro de ésta. 

### Resultados
Como resultado de este estudio, se obtuvieron cinco SNPs en cuatro loci con una relación significativa con la enfermedad, que pueden ser relacionados con los siguientes genes: EXOC2, PVT1, NCOA1 y HLA-B.
- EXOC2: Se ha asociado este gen al locus de susceptibilidad rs116446171 situado en la región 6p25.3. Este gen codifica una proteína que forma parte de un gran complejo multiproteico, responsable del tráfico de vesículas, el mantenimiento y la transferencia intercelular de proteínas virales. Esta proteína tiene una función importante en el mantenimiento de la polaridad de la célula epitelial, motilidad celular, citocinesis, proliferación y metástasis, por lo que juega un papel crucial en procesos carcinogénicos. 
- PVT1: Este estudio ha asociado dos variantes para el locus 8q24.21 (rs13255292 y rs4736601). Esta región da lugar a un ARN no codificante, implicado en la activación de MYC. La proximidad de PVT1 y el oncogén MYC, que se sabe que está desregulada en algunos DLBCLs, sugiere que la variación de la línea germinal en esta región también podría contribuir al riesgo de padecer la enfermedad.
- NCOA1: Se identificó el SNP rs79480871 situado en 2p13.3 como locus de susceptibilidad, cerca del gen NCOA1. Se trata de un coactivador de esteroides y hormonas, y la proteína sintetizada está involucrada en la endocitosis mediada por clatrina. Pero no se encontró una conexión clara entre este SNP y el gen NCOA1, ya que no pertenecen al mismo haplotipo, por lo que se requiere un mayor estudio de esta región.
- HLA-B: La asociación más fuerte en la región HLA fue con HLA-B, del SNP rs2523607 y el alelo HLA-B08:01, con una valor muy alto de ligamiento. HLA-B codifica para una cadena pesada de HLA de clase I, que heterodimeriza con una cadena ligera. El HLA de clase I tiene un papel central en la presentación de antígenos propios o extraños, procesados  intracelularmente, a linfocitos T citotóxicos. Las moléculas de HLA de clase I se han relacionado con multitud de enfermedades y cánceres del sistema inmune. Los resultados sugieren una posible asociación de otros loci dentro de la región HLA con esta enfermedad, pero se requiere un mayor estudio para evaluar esta posibilidad.